# Sister of the Groom
Sister of the Groom (Brasil: A Irmã do Noivo ) é um filme de comédia estadunidense de 2020, escrito e dirigido por Amy Miller Gross. É estrelado por Alicia Silverstone, Tom Everett Scott, Jake Hoffman, Mathilde Ollivier, Charlie Bewley, Noah Silver, Abigail Marlowe, Mark Blum, Julie Engelbrecht e Ronald Guttman. O filme segue Audrey (Alicia Silverstone) que tenta impedir seu irmão (Jake Hoffman) de se casar com um jovem francesa (Mathilde Ollivier) durante o fim de semana de casamento remarcado em Hamptons, que por acaso é o mesmo fim de semana em que ela faz 40 anos. As cunhadas de duas culturas e fases da vida muito diferentes se enfrentam e lutam para se conectar e se dar bem. Por causa dessa tensão, Audrey perde o controle e tenta minar o casamento, apenas para perceber que não pode impedir o amor verdadeiro.
O lançamento estava programado para 18 de dezembro de 2020 pela Saban Films.

## Elenco
- Alicia Silverstone como Audrey
- Tom Everett Scott como Ethan
- Jake Hoffman como Liam
- Mathilde Ollivier como Clemence
- Charlie Bewley como Isaac
- Noah Silver como Orson
- Abigail Marlowe como Suzette
- Mark Blum como Nat
- Julie Engelbrecht como Bernetta
- Ronald Guttman como Philibert
- Wai Ching Ho como Darling Aquino

## Produção
Em novembro de 2018, foi anunciado que Alicia Silverstone, Tom Everett Scott, Jake Hoffman, Mathilde Ollivier, Charlie Bewley, Noah Silver, Abigail Marlowe, Mark Blum, Julie Engelbrecht e Ronald Guttman se juntaram ao elenco do filme, com direção de Amy Miller Gross de um roteiro que ela escreveu, com Silverstone atuando como produtora executivo. O filme foi renomeado de The Pleasure of Your Presence para Sister of the Groom para European Film Market.
Liberar
Em maio de 2020, a Saban Films adquiriu os direitos de distribuição do filme.. O lançamento estava programado para 18 de dezembro de 2020.